# ايليا بوماوزون
ايليا بوماوزون (بالروسية: Помазун, Илья Александрович)‏ (16 أغسطس 1996 بكالينينغراد في روسيا - ) هو لاعب كرة قدم روسي في مركز حراسة المرمى. لعب مع نادي سيسكا موسكو.

## وصلات خارجية
- ايليا بوماوزون على موقع الاتحاد الأوربي (الإنجليزية)
- ايليا بوماوزون على موقع قاعدة بيانات كرة القدم.إي يو (الإنجليزية)
- ايليا بوماوزون على موقع Soccerway.com (الإنجليزية)
- ايليا بوماوزون على موقع عالم كرة القدم.نت (الإنجليزية)
- ايليا بوماوزون على موقع كووورة
- ايليا بوماوزون على موقع AS.com (الإسبانية)